# CEFL – sezona 2016.
Central European Football League je svoje jedanaesto izdanje imala 2016. godine. 

Sudjelovalo je dvanaest klubova iz Austrije, Bosne i Hercegovine, Hrvatske, Mađarske, Slovenije i Srbije. Prvak je postala momčad Projekt Spielberg‎ Graz Giants.

## Sudionici
- Projekt Spielberg‎ Graz Giants - Graz
- Cineplexx Blue Devils - Hohenems
- Sarajevo Spartans - Sarajevo
- Zagreb Patriots - Zagreb
- Budapest Cowbells - Budimpešta
- Domžale Tigers - Domžale
- Kranj Alp Devils - Kranj
- Ljubljana Silverhawks - Ljubljana
- SBB Vukovi Beograd - Beograd
- Inđija Indians - Inđija
- Niš Imperatori - Niš
- Novi Sad Dukes - Novi Sad

## Ligaški dio
| mj                 | klub                          | ut               | pob              | por              | poen+            | poen-            |
| Zapadna divizija   | Zapadna divizija              | Zapadna divizija | Zapadna divizija | Zapadna divizija | Zapadna divizija | Zapadna divizija |
| ------------------ | ----------------------------- | ---------------- | ---------------- | ---------------- | ---------------- | ---------------- |
| 1.                 | Projekt Spielberg‎ Graz Giants | 2                | 2                | 0                | 60               | 20               |
| 2.                 | Ljubljana Silverhawks         | 2                | 1                | 1                | 46               | 35               |
| 3.                 | Cineplexx Blue Devils         | 2                | 0                | 2                | 26               | 77               |
|                    |                               |                  |                  |                  |                  |                  |
| Središnja divizija |                               |                  |                  |                  |                  |                  |
| 1.                 | Zagreb Patriots               | 6                | 6                | 0                | 212              | 76               |
| 2.                 | Kranj Alp Devils              | 6                | 3                | 3                | 156              | 131              |
| 3.                 | Sarajevo Spartans             | 6                | 3                | 3                | 122              | 154              |
| 4.                 | Domžale Tigers                | 6                | 0                | 6                | 99               | 228              |
|                    |                               |                  |                  |                  |                  |                  |
| Istočna divizija   |                               |                  |                  |                  |                  |                  |
| 1.                 | SBB Vukovi Beograd            | 4                | 4                | 0                | 203              | 64               |
| 2.                 | Novi Sad Dukes                | 4                | 3                | 1                | 165              | 64               |
| 3.                 | Budapest Cowbells             | 4                | 2                | 2                | 148              | 89               |
| 4.                 | Inđija Indians                | 4                | 1                | 3                | 35               | 121              |
| 5.                 | Niš Imperatori                | 4                | 0                | 4                | 6                | 219              |

## Doigravanje
| mjesto         | datum            | klub1                         | rez.           | klub2              |
| Wild Card game | Wild Card game   | Wild Card game                | Wild Card game | Wild Card game     |
| -------------- | ---------------- | ----------------------------- | -------------- | ------------------ |
| Beograd        | 18. lipnja 2016. | SBB Vukovi Beograd            | 49:0           | Zagreb Patriots    |
|                |                  |                               |                |                    |
| CEFL Bowl      |                  |                               |                |                    |
| Graz           | 3. srpnja 2016.  | Projekt Spielberg‎ Graz Giants | 52:49          | SBB Vukovi Beograd |

## Poveznice i izvori
- european-league.com, CEFL 2016., ljestvica,  Arhivirana inačica izvorne stranice od 20. kolovoza 2016. (Wayback Machine) pristupljeno 17. srpnja 2016.
- european-league.com, CEFL 2016., rezultati,  Arhivirana inačica izvorne stranice od 20. kolovoza 2016. (Wayback Machine) pristupljeno 17. srpnja 2016.
- football-aktuell.de, CEFL 2016., pristupljeno 17. srpnja 2016.
- (engl.) americanfootballinternational.com, CEFL Expands To 12 Teams For Its Second Decade of Play, pristupljeno 17. srpnja 2016.